# Dutch Top 40

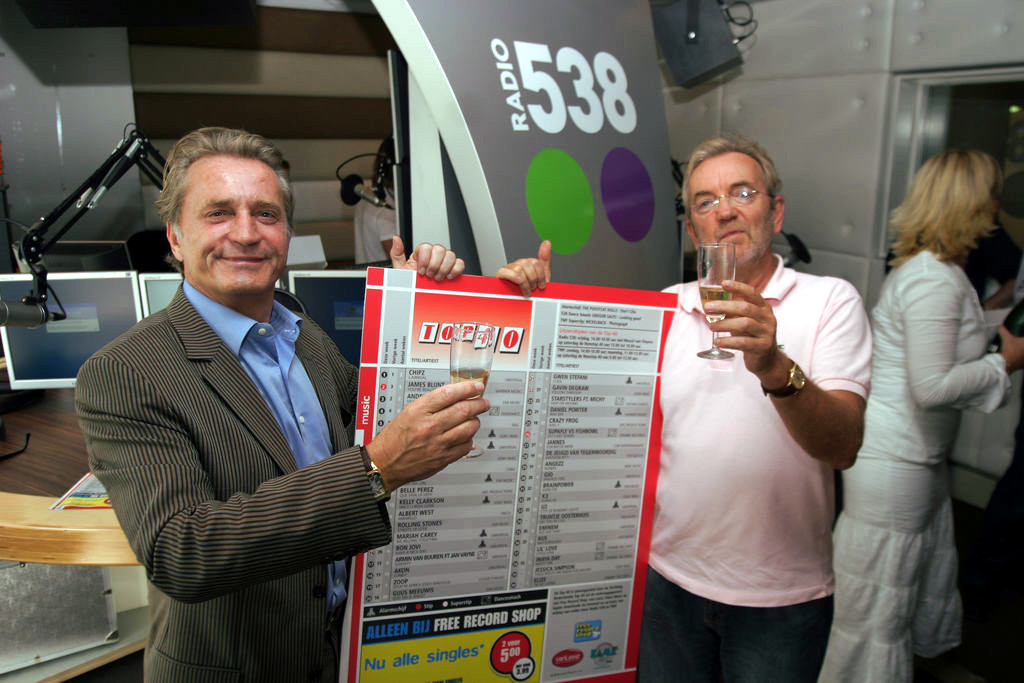
Hans Breukhoven e Lex Harding festeggiano un'edizione stampata della Dutch Top 40 nel 2005

La Dutch Top 40 (Dutch: nederlandse) è una classifica settimanale di musica, che in origine si chiamava "Veronica Top 40", perché introdotta per la prima volta dalla radio pirata olandese Radio Veronica. La trasmissione ha mantenuto il nome "The Top Veronica 40" fino al 1974, anno in cui la radio pirata fu costretta a chiudere.  L'iniziatore della top 40 nei Paesi Bassi è stato Joost den Draaijer . La classifica è simile a quella della Billboard Hot 100 negli Stati Uniti.

## Storia
La prima Top 40 fu presentata il 2 gennaio 1965, con al posto più alto della classifica "I Feel Fine" dei Beatles. Nel 1974, la Top 40 fu acquistata dalla Stichting Nederlandse Top 40  che la chiamò De Nederlandse Top 40. Si tratta di una delle tre hit-parade ufficiali dei Paesi Bassi: le altre due sono la Single Top 100 e la Mega Top 50. Contrariamente alla Single Top 100, la Top 40, come la Mega Top 50, include gli airplay, cioè il numero di volte che un brano viene trasmesso in radio. Attualmente, Dutch Top 40 è trasmessa dall'emittente olandese Radio 538. Jeroen Nieuwenhuize presenta il programma ogni venerdì pomeriggio dalle 14.00 alle 18.00. The Dutch Top 40 è il programma col più alto indice d'ascolto in quella fascia oraria.